# Kobylinec
Kobylinec este o arie protejată (arie specială de conservare — SAC, sit de importanță comunitară — SCI) din Republica Cehă întinsă pe o suprafață de 0,46 ha, integral pe uscat.

## Localizare
Centrul sitului Kobylinec este situat la coordonatele 49°14′59″N 15°56′11″E / 49.249722°N 15.936389°E.

## Înființare
Situl Kobylinec a fost declarat sit de importanță comunitară în aprilie 2005 pentru a proteja 1 specie de plante. Situl a fost protejat și ca arie specială de conservare în august 2012.

## Biodiversitate
Situată în ecoregiunea continentală, aria protejată nu include niciun habitat protejat.
La baza desemnării sitului se află o specie protejată de  plante: sisinei (Pulsatilla grandis).